# David Axelrod (musicus)

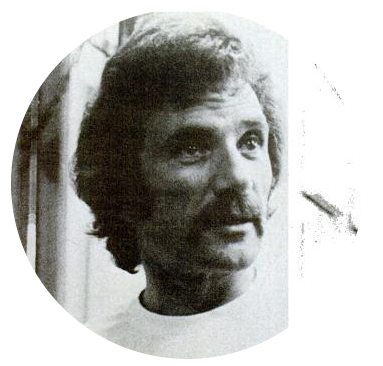
David Axelrod

David Axelrod (Los Angeles, 17 april 1933 – 5 februari 2017) was een Amerikaanse componist, arrangeur en producer. Axelrod werd halverwege de jaren 60 bekend als producer van soul-, jazz- en funkplaten die uitkwamen op Capitol Records, waaronder "Mercy, Mercy, Mercry! Live at 'The Club'" van Cannonball Adderley en "Live" van Lou Rawls. In 1968 begon hij een solocarrière en bracht hij verschillende excentrieke albums uit met een heel specifiek karakter en geluid: het drumgeluid was naar voren gehaald, barokke orchestraties en thema's die voor die tijd nogal ongewoon waren, zoals het milieu. Hij was een van de eerste fusionmuzikanten. In de jaren negentig werd zijn muziek vaak gesampeld door hiphop-artiesten.

## Beginjaren
Axelrod groeide op in South Central Los Angeles, als jongen luisterde hij naar r&b en jazz. Hij begon zijn loopbaan als studiomuzikant in de film- en televisie-industrie en was al snel een veelgevraagde drummer, producer en arrangeur. Eind jaren vijftig was hij producer bij de platenlabels Specialty en Contemporary de eerste albums die hij produceerde waren platen van de houtblazer Buddy Collette (1957), de trombonist Frank Rosolino (1958) en van de saxofonist Harold Land (1959).

## Capitol Records
Eind 1963 ging Axelrod werken bij Capitol Records, als producer en A&R-man. Hij moedigde het label aan meer met Afro-Amerikaanse musici te werken. Hij begon een langdurige samenwerking met de zanger Lou Rawls, waarvoor hij het succesvolle album "Live" produceerde, alsook verschillende gouden platen en hitsingles als "Love Is a Hurtin' Thing", "Your Good Thing (Is About to End)" en "Dead End Street". Tevens ging hij werken met saxofonist Julian "Cannonball" Adderley, een van de meest succesvolle jazz-crossover-musici van de jaren zestig. Hij produceerde diens bekende album Mercy, Mercy, Mercy! Live at 'The Club', met daarop ook de jazzhit "Mercy, Mercy, Mercy” (11de plaats in de Amerikaanse pop-hitparade). Voor Cannonball produceerde Axelrod tot in de jaren zeventig albums. Andere musici waarvoor hij als producer in die tijd actief was, waren onder meer bandleider Stan Kenton, zangeres Donna Loren, acteur/muzikant David McCallum en The Electric Prunes (de religieuze rock-conceptalbums "Mass in F Minor" en "Release of an Oath").

## Soloalbums
In 1968 en 1969 kwamen op Capitol Axelrod's eerste soloalbums uit, Song of Innocence (1968) en Songs of Experience (1969). De platen waren hommages aan de mystieke poëzie en schilderijen van William Blake. Het geluid van de albums werd gedomineerd door melodramatische strijkinstrumenten en zware breakbeats met echo, een geluid dat uniek was voor die tijd-en invloedrijk in latere jaren. Op zijn derde plaat stond de afbraak van het milieu centraal (Earth Rot (1970).
Naast zijn solo-werk werkte Axelrod nog steeds met Adderley en Rawls, alsook met de Zuid-Afrilaanse zangeres Letta Mbulu, bandleider David Rose en de weinig succesvolle psychedelische groepen The Common People en Hardwater.
In 1970 verliet Axelrod Capitol. In de jaren erna kwam hij met een rockversie van Händel's oratorium Messiah en verschillende soloalbums, tevens werkte hij tot aan diens dood met Adderley. Zijn benadering van de muziek was in de jaren tachtig niet meer in de mode, en drie albums die hij toen maakte werden niet uitgebracht.

## Herontdekking
Axelrod's werk als arrangeur en componist werd begin jaren negentig herontdekt en hij werd gesampeld door artiesten als DJ Shadow en Lauryn Hill. In 1993 bracht hij voor het eerst in lange tijd weer een plaat uit, Requiem: Holocaust. Tevens verschenen enkele compilaties van eerder werk. In 2000 kwam hij met David Axelrod, dat gebruik maakte van ritmes voor een derde (nooit afgemaakt) album van de Electric Prunes. Dr. Dre maakte gebruik van David McCallum nummer "The Edge" voor de single "The Next Episode" (van de cd 2001) Masta Ace deed hetzelfde voor zijn song "No Regrets" (Disposable Arts, 2001) "The Edge" is ook terug te horen in het nummer "Burnt Sienna and Avocado" van Emperor Penguin.
Axelrod trad in 2004 op in de Royal Festival Hall in Londen tijdens het Ether-festival. Hij werd hierin bijgestaan door Richard Ashcroft (de song "Holy Are You"). In 2006 verscheen dit concert op dvd en cd.
Axelrod tekende in 2005 een platencontract bij Blue Note Records.

## Invloed
Axelrod's muziek is door veel hiphop musici gesampeld
- In 1993 sampelde De La Soul Lou Rawls' nummer "You've Made Me So Very Happy" op "I Am I Be" (album: Buhloone Mindstate).
- The Beatnuts waren de eerste musici die een werk van Axelrod sampelden: "Holy Thursday" voor hun track "Hit Me With That" (het album Street Level uit 1994). De hiphopgroep sampelde later nog meer werk van Axelrod, zoals "The Adoration".
- In 1995 sampelde producer T-Ray Axelrod's "A Divine Image" voor Kool G Rap's "Take 'Em To War" (op het album 4,5,6).
- In 1995 sampelde producer Joe Fatal Axelrod's Electric Prunes-song "Holy Are You", alsook "Holy Thursday"  (op het Fat Joe-album "Jealous One's Envy").
- In 1996 sampelde DJ Shadow voor het album Entroducing Axelrod's "The Human Abstract" voor het nummer "Midnight In A Perfect World".
- In 1999 en 2000 sampelden Wu-Tang Clan-groepsleden Inspectah Deck en Ghostface Killah "Terri's Tune" voor nummers op hun respectievelijke albums Uncontrolled Substance and Supreme Clientele.
- Rap-producer Swizz Beatz gebruikte "Holy Thursday" als loop voor het nummer "Dr. Carter" (op Lil Wayne's album Tha Carter III). "Holy Thursday" werd verder (deels) gesampeld door Sublime (de song "Doin' Time"). De Axelrod-compositie komt ook terug in "Think Twice" (geproduceerd door Pete Rock) en "The Definitive Prayer" van Skyzoo (op zijn The Great Debaters).
- DJ Premier sampelde “The Smile” voor het nummer “Shake This” op Royce da 5'9"’s album Street Hop.
- Los Angeles producer Nameles (ook bekend als Nahm) produceerde "Substance Abuse" met samples van verschillende tracks van Axelrod's album Songs of Experience.
- Producer Diamond D sampelde een riff uit "The Warning Talk (Part II)" voor een beat voor "Hip Hop" op Mos Def's Black on Both Sides. In 1996 gebruikte Diamond D een deel van Axelrod's "The Mental Traveler" voor zijn remix van Ras Kass' "Soul On Ice".
- Quasimoto (of Madlib) sampelde "The Signs Pt. II' voor de track "The Unseen" ( op zijn debuutalbum The Unseen uit 2000).
- Optical Illusion sampelde "The Edge" in 2005 voor het nummer "Pure Service" (het album The Offering).
- In 2013 gebruikten de Manic Street Preachers "A Little Girl Lost" voor het titelnummer van hun album Rewind the Film.

Madlib coverde "A Divine Image" als deel van zijn Sound Directions. Cypress Hill gebruikte delen van dezelfde song voor de track "16 Men Till There's No Men Left" op het album IV.
In 2008 werden "Holy Thursday" en "The Edge" gebruikt voor de soundtrack voor de videogame Grand Theft Auto IV.

## Discografie
| Jaar | Album-gegevens                                                                          |
| ---- | --------------------------------------------------------------------------------------- |
| 1968 | Song of Innocence - Uitgekomen: 1968 - Label: Capitol - Formats: cd, lp                 |
| 1969 | Songs of Experience - Uitgekomen: 1969 - Label: Capitol - Formats: cd, lp               |
| 1970 | Earth Rot - Uitgekomen: 1970 - Label: Capitol - Formats: cd, lp                         |
| 1971 | Rock Messiah - Uitgekomen: 1971 - Label: RCA - Formats: lp                              |
| 1972 | The Auction - Uitgekomen: 1972 - Label: Decca - Formats: lp                             |
| 1974 | Heavy Axe - Uitgekomen: 1974 - Label: Fantasy - Formats: lp, cd                         |
| 1975 | Seriously Deep - Uitgekomen: 1975 - Label: Polydor - Formats: lp, cd                    |
| 1977 | Strange Ladies - Uitgekomen: 1977 - Label: MCA - Formats: lp                            |
| 1980 | Marchin' - Uitgekomen: 1980 - Label: MCA - Formats: lp                                  |
| 1993 | Requiem: The Holocaust - Uitgekomen: 1993 - Label: Stateside - Formats: cd              |
| 1995 | The Big Country - Uitgekomen: 1995 - Label: Stateside - Formats: cd                     |
| 2001 | David Axelrod - Uitgekomen: 2001 - Label: Mo' Wax - Formats: cd                         |
| 2004 | David Axelrod Live at Royal Festival Hall - Uitgekomen: 2004 - Label: - Formats: cd/dvd |

### Als arrangeur
Met Hampton Hawes
- Northern Windows (Prestige, 1974) - (tevens producer)

Met The Electric Prunes
- Mass in F Minor (Reprise, 1968)
- Release of an Oath (Reprise, 1968)

Met Gene Ammons
- Brasswind (Prestige, 1974)

### Als producer
Met David McCallum
- Music...A Part Of Me (Capitol ST 2432, 1966)
- Music...A Bit More Of Me (Capitol ST 2498, 1966)
- Music...It's Happening Now! (Capitol ST 2651, 1967)
- McCallum (Capitol ST 2748, 1968)

Met Donna Loren
- Beach Blanket Bingo (Capitol T-2323, ST-2323, 1965)
- "Blowing Out the Candles" b/w "Just a Little Girl" (Capitol 5250, 1964)
- "Ten Good Reasons" b/w "Ninety Day Guarantee" (Capitol 5337, 1964)
- "New Love" b/w "So, Do the Zonk" (Capitol 5409, 1965)
- These Are the Good Times: The Complete Capitol Recordings (Now Sounds CRNOW-47, 2014) (tracks: "Just a Little Girl", "So, Do the Zonk", "Good Things" [previously unreleased], "Leave Him to Me" [previously unreleased], "Ten Good Reasons", "Ninety Day Guarantee", "Blowing Out the Candles", "Drop the Drip" [previously unreleased], and the tracks from the Beach Blanket Bingo album).

Met Cannonball Adderley
- Cannonball Adderley Live! (Capitol, 1964)
- Live Session! (Capitol, 1964))
- Cannonball Adderley's Fiddler on the Roof (Capitol, 1964)
- Domination (Capitol, 1965)
- Mercy, Mercy, Mercy! Live at 'The Club' (Capitol, 1966)
- 74 Miles Away (Capitol, 1967)
- Why Am I Treated So Bad! (Capitol, 1967)
- In Person (Capitol, 1968)
- Accent on Africa (Capitol, 1968)
- Country Preacher (Capitol, 1969)
- The Cannonball Adderley Quintet & Orchestra (Capitol, 1970)
- Love, Sex, and the Zodiac (Capitol, 1970)
- The Price You Got to Pay to Be Free (Capitol, 1970)
- The Happy People (Capitol, 1972)
- The Black Messiah (Capitol, 1972)
- Music You All (Capitol, 1976)
- Inside Straight (Capitol, 1973)
- Pyramid (Capitol, 1974)